# Cryptodendrum adhaesivum
Genre
Espèce
L’Anémone adhésive (Cryptodendrum adhaesivum) est une anémone de mer de la famille des Thalassianthidés. C'est la seule espèce du genre Cryptodendrum.
Elle peut vivre en interaction avec le Poisson-clown de Clark (Amphiprion clarkii) et la Demoiselle à trois points (Dascyllus trimaculatus).

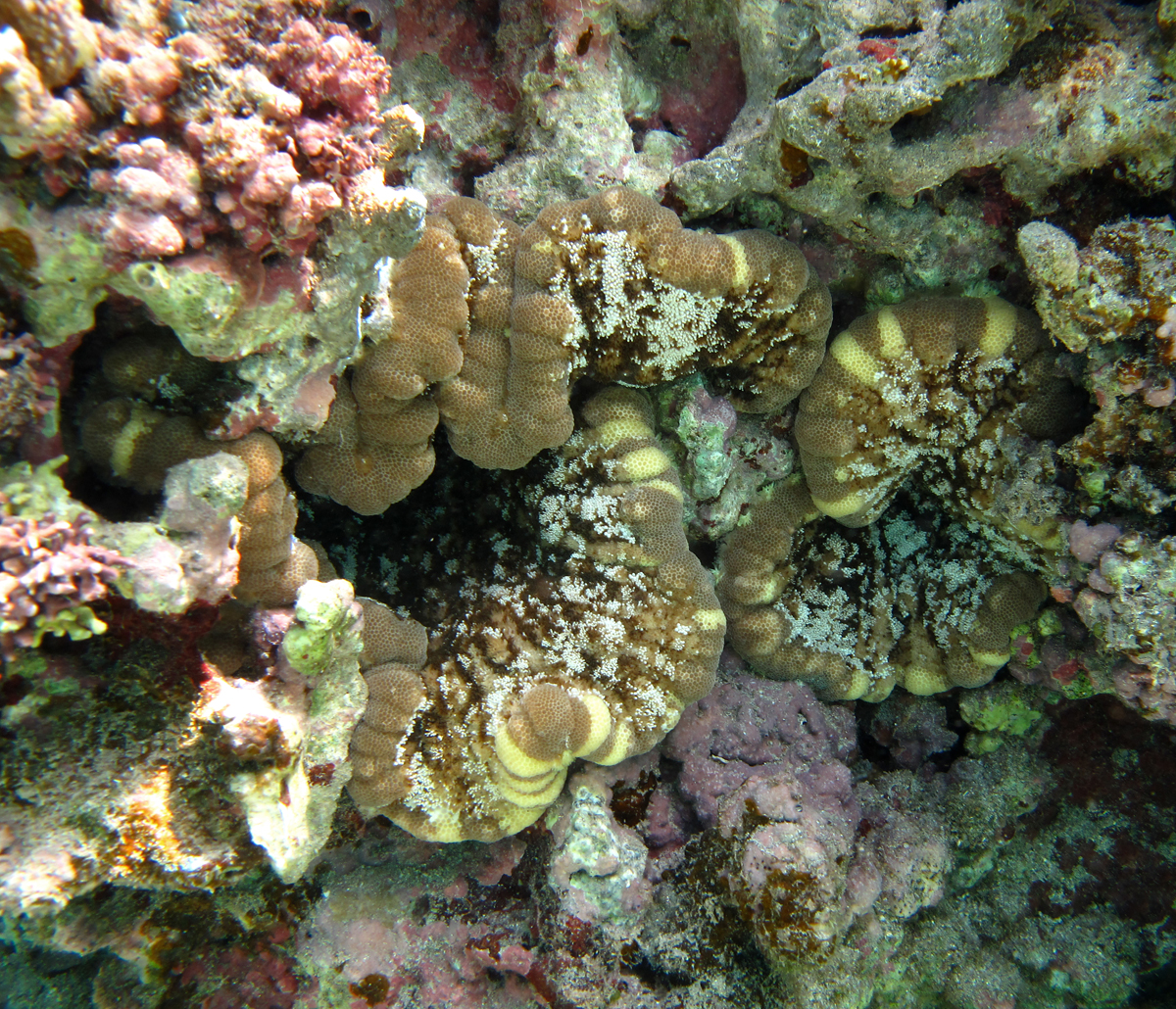
a La Réunion.

## GenreCryptodendrum
- (en) Tree of Life Web Project : Cryptodendrum (consulté le 26 mars 2012)
- (en) Catalogue of Life : Cryptodendrum Klunzinger, 1877 (consulté le 9 avril 2023)
- (fr + en) ITIS : Cryptodendrum Klunzinger, 1877 (consulté le 26 mars 2012)
- (en) WoRMS : Cryptodendrum Klunzinger, 1877 (+ liste espèces) (consulté le 26 mars 2012)
- (en) Animal Diversity Web : Cryptodendrum (consulté le 26 mars 2012)
- (en) NCBI : Cryptodendrum (taxons inclus) (consulté le 26 mars 2012)

## EspèceCryptodendrum adhaesivum
- (en) Tree of Life Web Project : Cryptodendrum adhaesivum
- (fr) DORIS : espèce Cryptodendrum adhaesivum
- (fr + en) ITIS : Cryptodendrum adhaesivum Klunzinger, 1877
- (en) WoRMS : espèce Cryptodendrum adhaesivum Klunzinger, 1877
- (en) Animal Diversity Web : Cryptodendrum adhaesivum
- (en) NCBI : Cryptodendrum adhaesivum (taxons inclus)